# Synagoga w Cieszowej

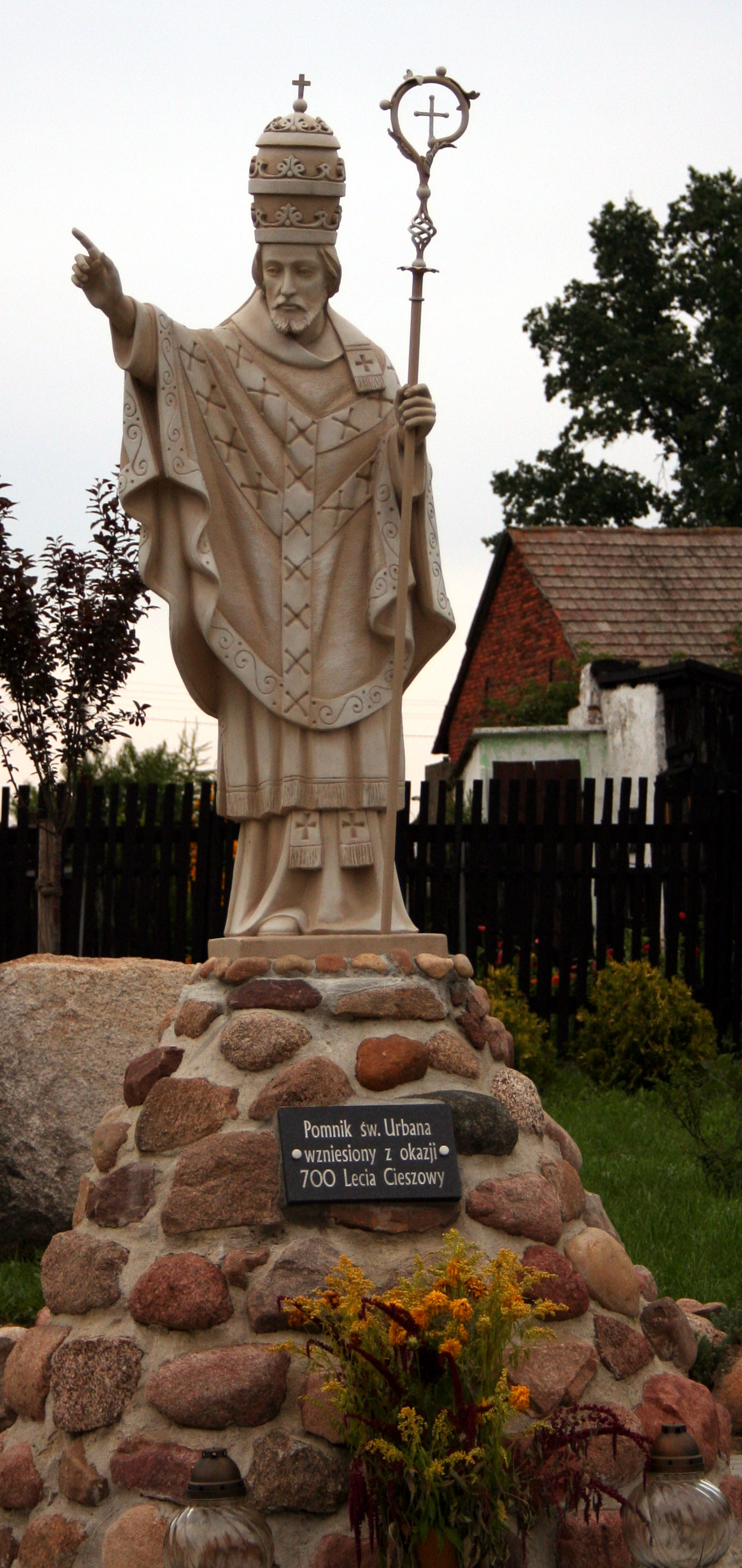
Figura św. Urbana na miejscu dawnej synagogi w Cieszowej

Synagoga w Cieszowej – jedna z najstarszych synagog na Śląsku, zbudowana przed 1751 prawdopodobnie przez budowniczego istniejącego do dziś kościoła, który powstał właśnie w tym roku. Rozebrana w 1911.
Była to budowla wzniesiona na planie prostokąta konstrukcji zrębowej, długa na 19 łokci i szeroka na 11 łokci (ok. 11,5 m x 6,7 m) przykryta dachem czterospadowym pokrytym gontem. Sala modlitw zbliżona w planie do kwadratu, poprzedzona od zachodu w przyziemiu sienią z wejściem w południowej ścianie. Nad sienią na piętrze babiniec, dostępny schodami wbudowanymi w galerię dostawioną do ściany zachodniej.  Do snycerskich detali, które jeszcze przy rozbiórce synagogi w 1911 były czytelne, należał hebrajski napis na belce umieszczonej nad wejściem do świątyni, który w języku polskim winien brzmieć: "O, jak przejęte głęboką czcią jest to miejsce, tu nie ma niczego innego jak tylko Dom Boży i tu jest brama prowadząca do nieba.
Wnętrze było bogato zdobione i zawierało wiele przedmiotów kultu i ozdobnych, takich jak np.: mosiężne żyrandole z XVIII w. i odlewy mosiężne z inicjałami Fryderyka Wielkiego. Profesor Mark Brann, który badał synagogę i cmentarz żydowski w 1899 opisuje w "Die juedischen Altertuemer von Cieschowa" zarówno historię, jak i walory zabytkowe żydowskiej synagogi. Autor w szczególny sposób podkreśla, że synagoga w Cieszowej zaliczana jest do najstarszych i najpiękniejszych na Górnym Śląsku żydowskich domów modlitwy. Szczególnie bezcenne były siedemnastowieczne zawieszone na wschodniej ścianie świątyni płótna z ręcznie napisanymi modlitwami.
W 1907 została ona zakupiona przez sadowskiego księdza Karola Urbana za 1200 talarów. Istniały plany sygnowane nazwiskiem Grunwalda przeniesienia synagogi do Drezna, jednakże w cztery lata po zakupie przez ks. Karola Urbana, została ona rozebrana.
Dziś na jej miejscu znajduje się figura św. Urbana, patrona wsi, postawiona tam w roku 2005 na pamiątkę 700 lecia Cieszowej a teren pozostaje własnością parafii.
Kilkaset metrów od tego miejsca znajduje się cmentarz żydowski z nagrobkami z XIX wieku.